# Пісняр-лісовик каштановий
Пісняр-лісовик каштановий (Dendroica castanea) — середнього розміру комахоїдний птах з роду Dendroica (або Setophaga згідно зі змінами, внесеними Американським орнітологічним товариством), родини піснярових (Parulidae). Популяція не перебуває у стані загроження чи суттєвого падіння чисельності протягом останніх 40 років.

## Поширення
Гніздиться майже на всій східній частині території Північної Америка, заходячи північніше широти Великих Озер, а на канадській стороні — ще значно на північний захід у степові провінції до межі Скелястих гір та зимує в Мексиці, Центральній Америці включно з Карибами і в північних районах Америки Південної.

## Опис

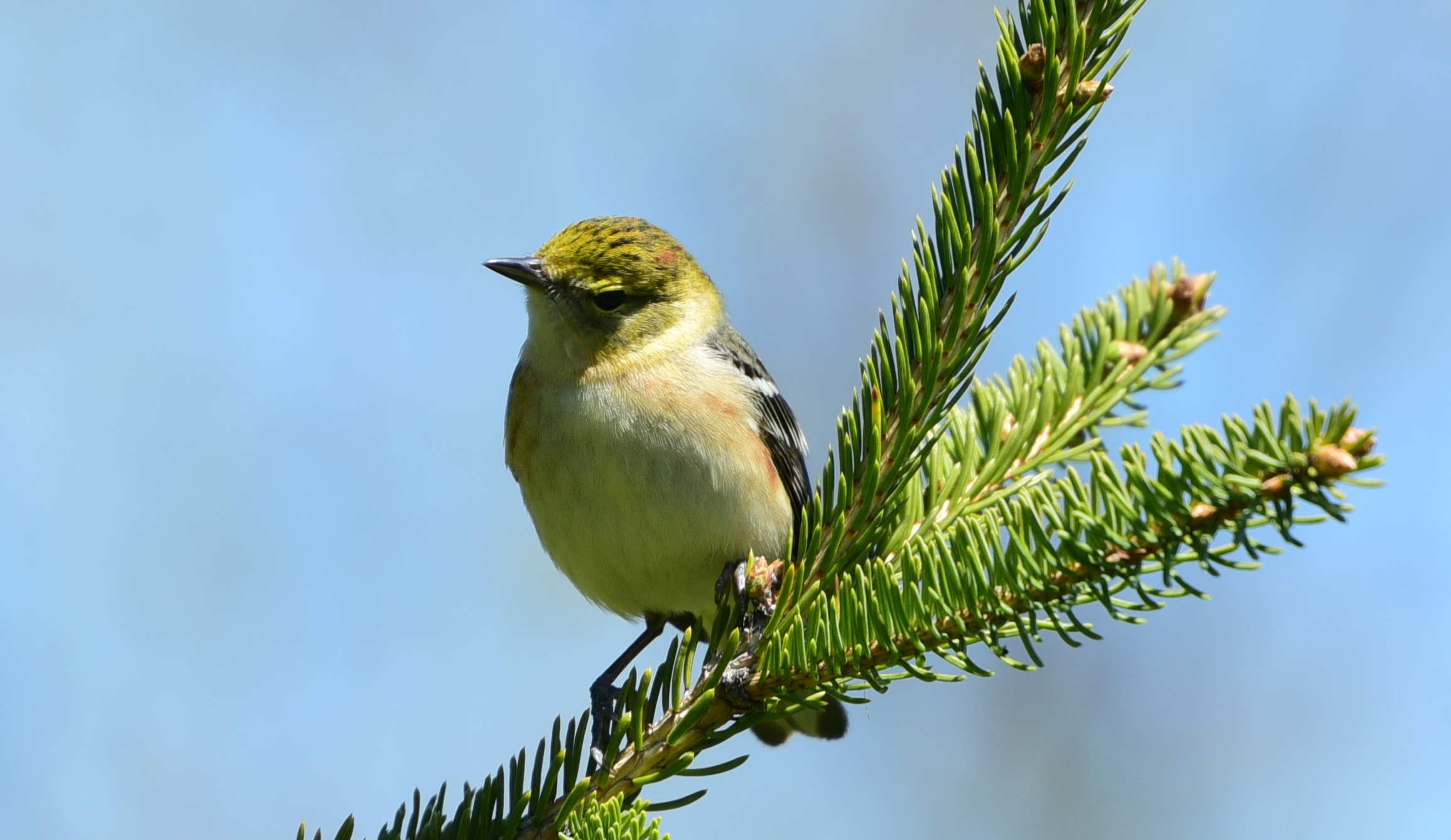
Пісняр-лісовик каштановий (Setophaga castanea) у позашлюбному оперенні

Середній до великого (порівняно з іншими піснярами) птах (11-14 см в довжину) з характерними каштановими ознаками на голові, грудях та боках, жовтувато-оливковим верхом і білим низом білим низом у шлюбному оперенні, яке у позашлюбний період змінюється блідим оливково-жовтим, з мінімальними слідами коричневого або й без них, крила темні з білими поперечними смугами. .

## Спосіб життя
Пісняр-лісовик каштановий — характерний птах для смерекових лісів сходу Канади. І його чисельність може коливатись синхронно з розмноженням типових шкідників ялини, зокрема молей з роду Choristoneura. Він полює й на інших комах, пересуваючись вздовж гілок у середній частині крони. Ловити комах на льоту не є в його характері. Також живиться ягодами, зокрема шовковицею. Ягоди і плоди охоче споживає під час зимівлі в тропіках.
Гнізда будує на горизонтальних гілках смереки, ялиці чи також листяних дерев. Самиця відкладає 4-5, часом 3—7 яєць (у роки масового розмноження смерекових шкідників — більше ніж коли корму не так багато). Вигодовуванням молоді займаються обоє батьків, самець також підгодовує самицю на гнізді